# Neu Zauche
Neu Zauche (baix sòrab: Nowa Niwa) és un municipi alemany que pertany a l'estat de Brandenburg. Forma part de l'Amt Lieberose/Oberspreewald. Està situada entre els municipis de Lübben (Spreewald) i Lieberose. Comprèn els llogarets de Briesensee (Brjazyna nad jazorom) i Caminchen (Kamjenki)

## Evolució demogràfica
| Any  | Població |
| ---- | -------- |
| 1875 | 1 720    |
| 1890 | 1 714    |
| 1910 | 1 749    |
| 1925 | 1 649    |
| 1933 | 1 598    |
| 1939 | 1 510    |
| 1946 | 2 201    |
| 1950 | 1 999    |
| 1964 | 1 628    |
| 1971 | 1 551    |

| Any  | Població |
| ---- | -------- |
| 1981 | 1 410    |
| 1985 | 1 339    |
| 1989 | 1 394    |
| 1990 | 1 392    |
| 1991 | 1 368    |
| 1992 | 1 355    |
| 1993 | 1 341    |
| 1994 | 1 349    |
| 1995 | 1 332    |
| 1996 | 1 329    |

| Any  | Població |
| ---- | -------- |
| 1997 | 1 341    |
| 1998 | 1 319    |
| 1999 | 1 323    |
| 2000 | 1 293    |
| 2001 | 1 285    |
| 2002 | 1 283    |
| 2003 | 1 270    |
| 2004 | 1 257    |
| 2005 | 1 257    |
| 2006 | 1 244    |

| Any  | Població |
| ---- | -------- |
| 2007 | 1 233    |
| 2008 | 1 228    |
| 2009 | 1 203    |
| 2010 | 1 160    |
| 2011 | 1 142    |
| 2012 | 1 125    |
| 2013 | 1 128    |
| 2014 | 1 126    |
| 2015 | 1 119    |
| 2016 | 1 111    |

## Personatges il·lustres
- Měto Pernak, un dels actuals dirigents de Maćica Serbska